# Philipp Otto Runge

Zelfportret, 1802-1803, Hamburger Kunsthalle

Philipp Otto Runge (Wolgast, 23 juli 1777 - Hamburg, 2 december 1810) was een Duits kunstschilder uit de Romantiek.

## Leven en werk
Philipp Otto Runge werd geboren in Wolgast (Zweeds-Voor-Pommeren). Wanneer in Duitsland de romantiek sterk aanslaat en kunstenaars de weg zoeken naar het sublieme in de creatie van mystiek geïnspireerde werken, is dit voor Runge de weg naar het Absolute.
De kennismaking met het werk van de schrijver Ludwig Tieck, bevriend met Novalis (in 1801 overleden), is voor Runge een doorbraak. De Kunstenaar is voor Tieck en Runge een wezen dat vreemd was aan deze wereld, in dienst van de Schoonheid.
De burger daarentegen is in hun ogen slechts dienstbaar aan het nuttige. Op zoek naar Schoonheid schiep Runge een eigen symbolentaal: een ideale wereld waar bloemen, kinderen en sierlijk lijnenspel elkaar afwisselen als ware het een Gouden Tijdperk waar kinderen zijn. Hij slaagde er nauwelijks in iets ‘af’ te maken, maar zijn Tijden van de dag is een van de meest volmaakt romantische werken ooit gemaakt. Juist omdat het niet ‘af’ is gemaakt, maar in de projectfase is blijven steken, toont dit werk duidelijk het idealistische karakter van de romantische kunst- en levenshouding.
Runge overleed op 33-jarige leeftijd in Hamburg aan de gevolgen van tuberculose.

## Galerij

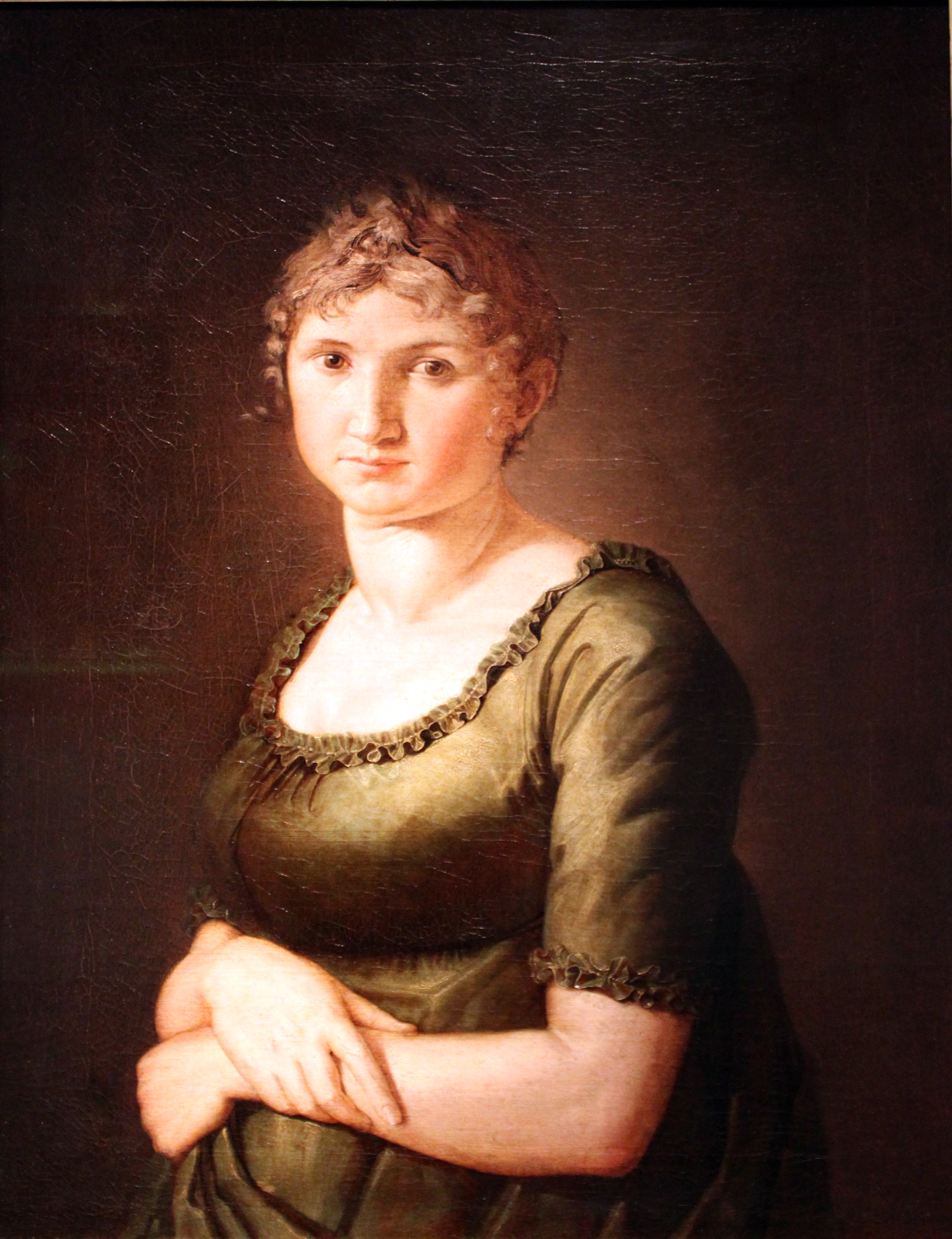
Pauline in groene jurk, 1805, Hamburger Kunsthalle
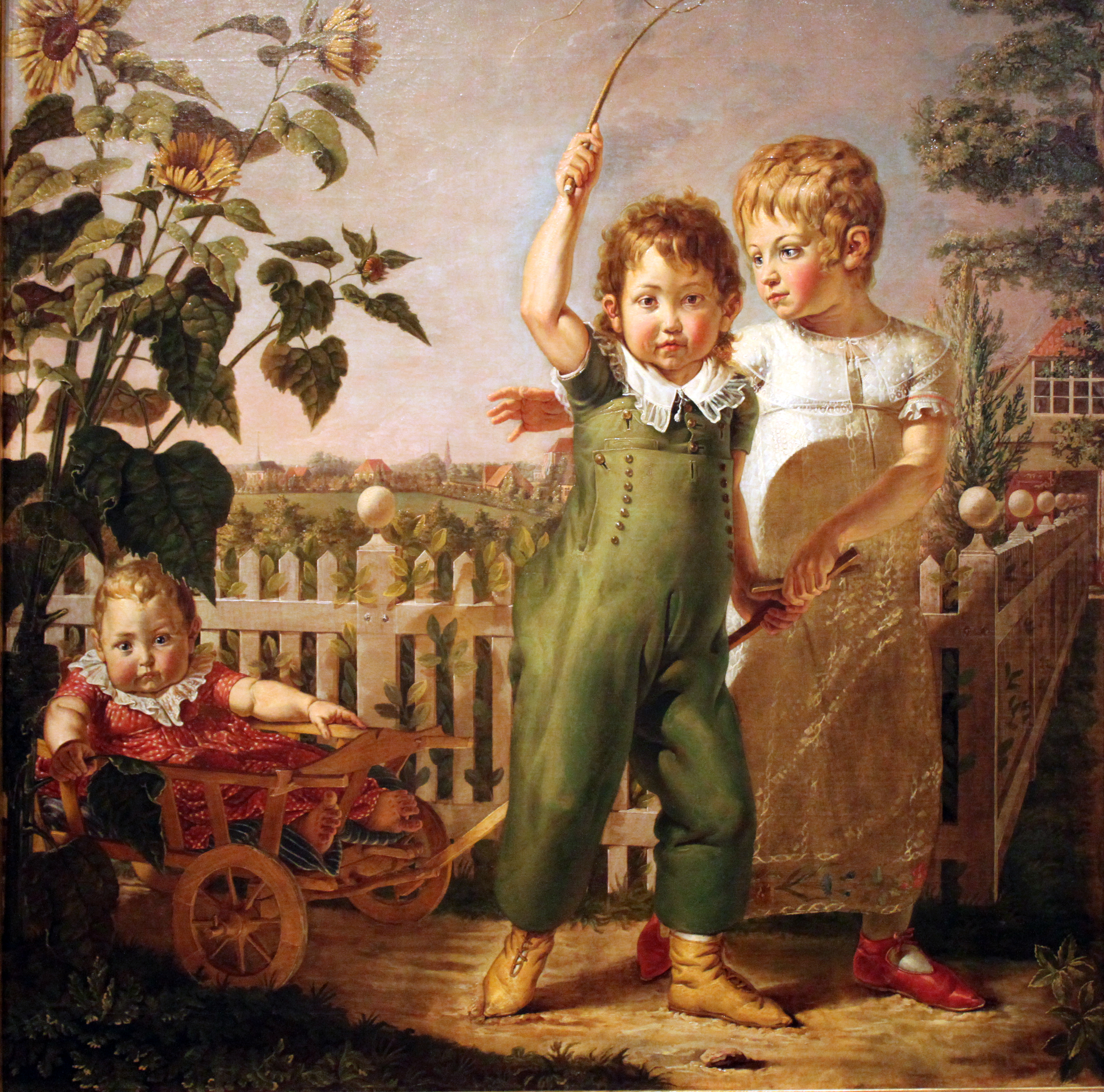
De Hülsenbeck kinderen, 1805, Hamburger Kunsthalle
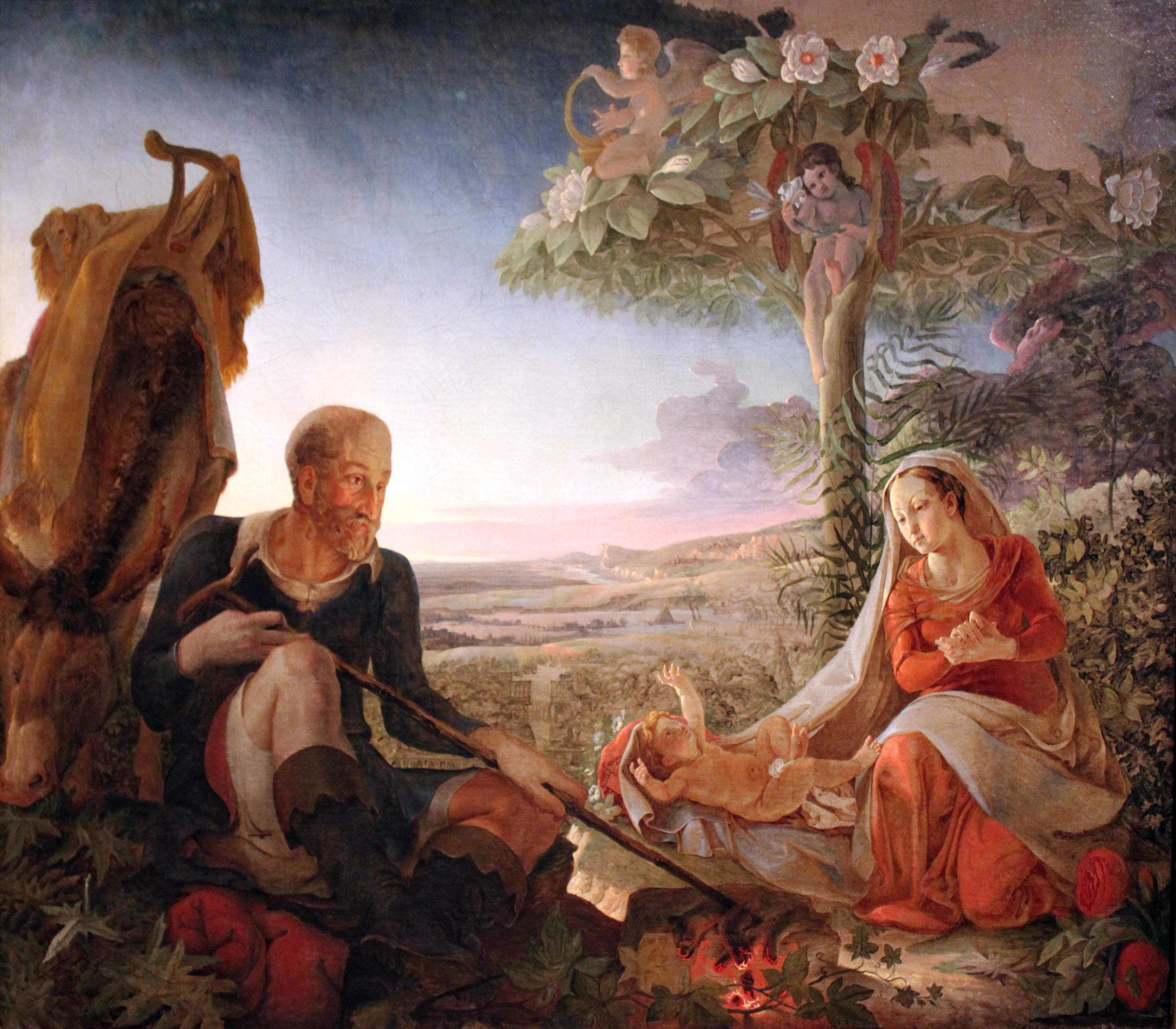
Rust op de vlucht naar Egypte, 1805, Hamburger Kunsthalle
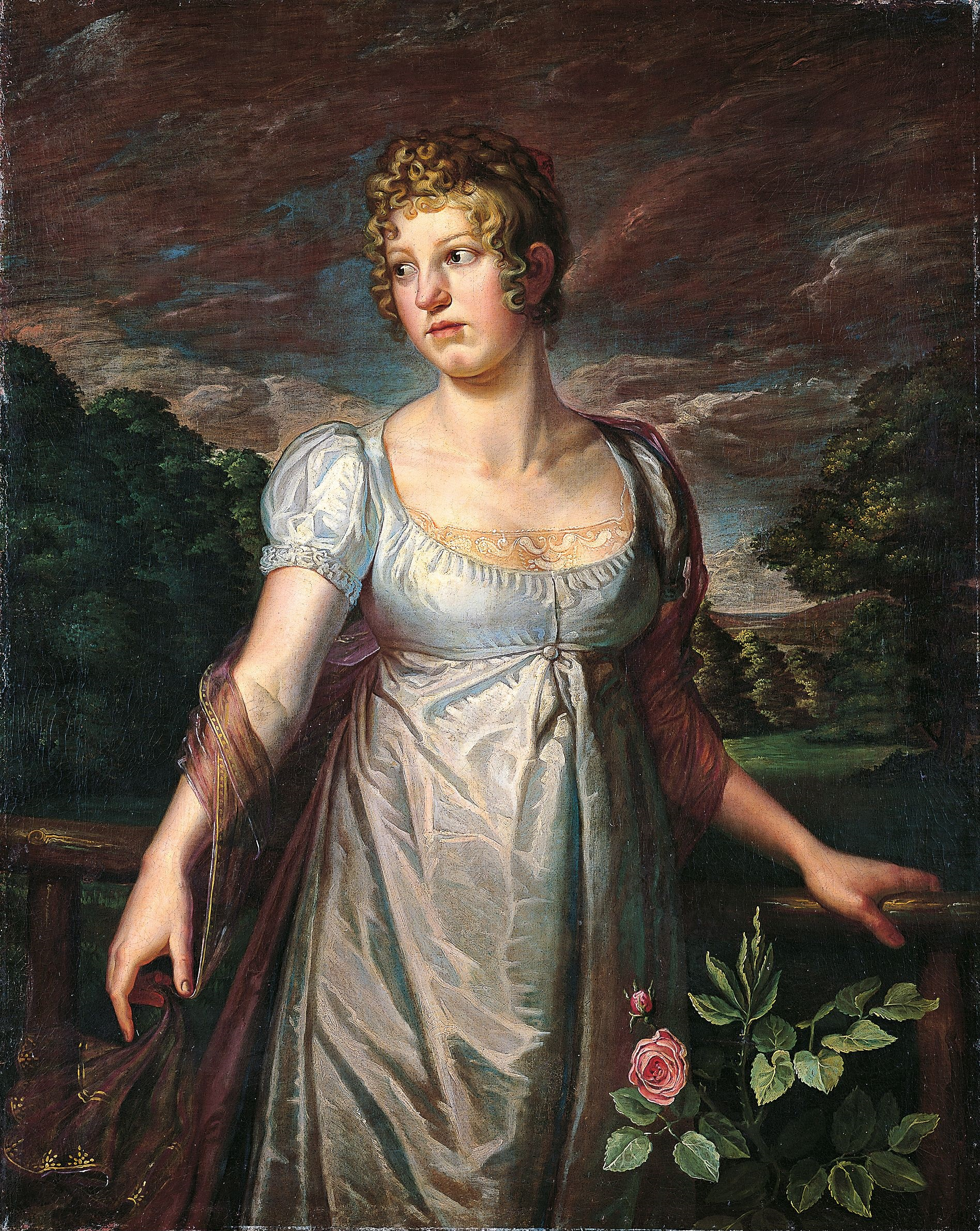
Portret van Wilhelmina Sophia Helwig, 1807, Pommerisches Landesmuseum, Greifswald
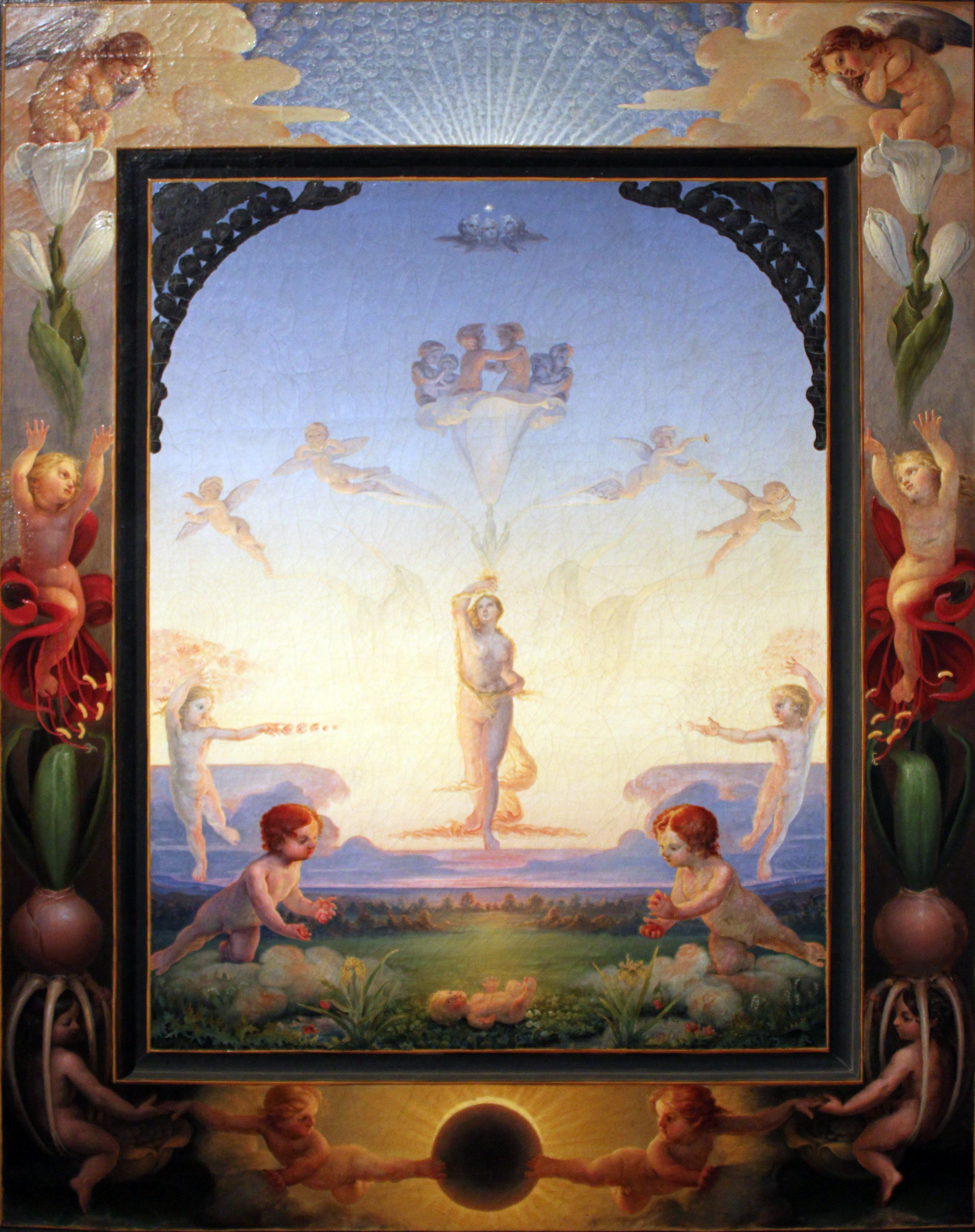
Der Morgen, 1808, Hamburger Kunsthalle